# 瑠璃光院
瑠璃光院（るりこういん）是位於日本京都府京都市左京区上高野东山的一座寺院，仅在每年4-6月、10-12月期间开放参观。自平安时代以来，京都瑠璃光院所在的「八瀨」之地是皇室貴族及武士最爱的疗养胜地之一，也是深受日本民众喜爱秋季观赏紅叶的景点之一——不同层次的红叶在光影之间变化，呈现宛如琉璃般色泽。

## 關連項目
- 三條實美

## 外部連結
- 八瀨 瑠璃光院 （页面存档备份，存于）